# Thrinchostoma renitantely
Thrinchostoma renitantely är en biart som beskrevs av Henri Saussure 1890. Thrinchostoma renitantely ingår i släktet Thrinchostoma och familjen vägbin. Inga underarter finns listade i Catalogue of Life.